# Нисмо Ми Индијанци
Нисмо Ми Индијанци или Н.М.И. је био београдски хард кор рок бенд са почетка деведестих. Наступали су у ДАДОВ-у, и били представљени у фанзину "Ребелс". Објавили су мали број песама као демо на компилацији БГ хроника 3.
Чланови бенда:
- Драгослав Ружић вокал, познат и као Гуру Чаги, касније вокал рок бенда Ургх!
- Синиша Мали,[3] министар, гитариста у бенду
- Декси, бубњар
- Беске , други вокал

## Дискографија

### Синглови[4]
- Цига
- Базни краставци
- Бошко, поткуј га